# Shiritsu Ebisu chūgaku
Le Shiritsu Ebisu chūgaku (私立恵比寿中学? lett. "Scuola media privata di Ebisu") sono un gruppo musicale femminile di idol giapponesi. Il nome del gruppo è ufficialmente abbreviato come EbiChū (エビ中?), che, per un gioco di parole della lingua giapponese, letteralmente significa "dentro a un gambero".
Il gruppo è stato creato dalla 3B Junior, la terza sezione dall'agenzia di talenti Stardust Promotion. Shiritsu Ebisu chūgaku è uno dei sister group di un altro gruppo idol della stessa agenzia, le Momoiro Clover Z. Il gruppo è attualmente composto da dodici ragazze.
Il concept delle Shiritsu Ebisu chūgaku è quello di essere studentesse di scuole elementari e medie: per questo il nome del gruppo è quello da una scuola fittizia di Ebisu (un quartiere di Shibuya, Tokyo) e le ragazze indossano divise scolastiche. Il gruppo era stato ufficialmente soprannominato "Re degli spettacoli scolastici" ed era stato volontariamente pubblicizzato come un gruppo con scarse abilità di canto e ballo; più precisamente, lo slogan della band era «Danza inarticolata e canto instabile» per sottolineare il carattere candido e fresco del gruppo.

## Storia del gruppo
Ebichu è stato formato come un quintetto il 4 agosto 2009. Attualmente il gruppo è composto da nove membri, e l'unico membro originale ancora presente all'interno di esso è Rika Mayama.
Dopo sei singoli indie, il gruppo ha firmato un contratto temporaneo con l'etichetta discografica major Defstar Records per pubblicare un singolo intitolato, per coincidenza, Karikeiyaku no Cinderella («Cenerentola con un contratto temporaneo»). La data di uscita era già stata decisa per il 5 maggio, la Giornata dei Bambini. Il contratto è stato firmato il 4 marzo, alla presenza di un grande pubblico.
Il singolo Karikeiyaku no Cinderella debuttò al 7º posto nella classifica Oricon giornaliera, raggiungendo la seconda posizione in uno dei giorni. Debuttò anche al 7° in quella settimanale.
Il 9 febbraio 2017 è stata annunciata la morte della componente diciottenne Rina Matsuno, avvenuta il giorno prima nella sua residenza per una aritmia letale.
Il 1º gennaio 2021 è stato annunciato che durante l'anno saranno reclutati nuovi membri di età compresa tra i 10 e i 22 anni.

## Formazione
| №  | Nome                            | Data di nascita   |
| -- | ------------------------------- | ----------------- |
| 3  | Rika Mayama (真山 りか?)        | 16 dicembre 1996  |
| 5  | Ayaka Yasumoto (安本 彩花?)     | 27 giugno 1998    |
| 7  | Mirei Hoshina (星名 美怜?)      | 2 novembre 1997   |
| 10 | Hinata Kashiwagi (柏木 ひなた?) | 29 marzo 1999     |
| 11 | Kaho Kobayashi (小林歌穂?)      | 12 giugno 2000    |
| 12 | Riko Nakayama (中山莉子?)       | 28 ottobre 2000   |
| 13 | Kokona Sakuragi (桜木心菜?)     | 14 settembre 2005 |
| 14 | Yuno Kokuno (小久保柚乃?)       | 20 marzo 2007     |
| 15 | Nonoka Kazemi (風見和香?)       | 28 agosto 2007    |

### Ex componenti
1. Kanon (奏音? ; nata il 7 febbraio 1997)
2. Narumi Uno (宇野 愛海? ; nata il 19 marzo 1998)
3. Hinaki Yano (矢野 妃菜喜? ; nata il 5 marzo 1997)
4. Rio Koike (小池 梨緒? ; nata il 18 gennaio 1998)
5. Reina Miyazaki (宮﨑 れいな? ; nata il 24 agosto 1997)
6. Mizuki (瑞季? ; nata il 27 febbraio 1997)
7. Natsu Anno (杏野なつ? ; nata il 12 luglio 1997)
8. Hirono Suzuki (鈴木裕乃? ; nata il 24 marzo 1998)
9. Rina Matsuno (松野莉奈? ; nata il 17 luglio 1998, morta l'8 febbraio 2017)[14]
10. Akita Hirota (廣田あいか? ; nata il 31 gennaio 1999)

## Discografia

### Singoli
| №                                                | Titolo | Data di pubblicazione | Posizione in classifica |
| №                                                | Titolo | Data di pubblicazione | JP Oricon               |
| Singoli indie                                    | Singoli indie | Singoli indie         | Singoli indie           |
| ------------------------------------------------ | --- | --------------------- | ----------------------- |
| —                                                | Asa no Chime ga Narimashita! (朝のチャイムがなりました!? «La campanella ha suonato») - singolo di cover                                                                                          | 14 febbraio 2010      | —                       |
| 1                                                | Ebizori Diamond!! (えびぞりダイアモンド!!?) | 7 agosto 2010         | —                       |
| 2                                                | Chime! (チャイム!?, Chaimu!, «Campanella!») | 10 gennaio 2011       | —                       |
| 3                                                | The Tissue ~Tomaranai Seishun~ (ザ・ティッシュ～とまらない青春～? «Fazzoletto di carta ~Giovinezza inarrestabile~»)                                                                              | 27 aprile 2011        | 73                      |
| 4                                                | Oh My Ghost? ~Watashi ga Akuryō ni Natte mo~ (オーマイゴースト? ～わたしが悪霊になっても～? «Oh my ghost? ~Anche io sono diventata uno spirito maligno»)                                         | 27 luglio 2011        | 59                      |
| 5                                                | Motto Hashire!! (もっと走れっ!!? «Correre più veloce!») | 5 ottobre 2011        | 46                      |
| Singoli major                                    | |                       |                         |
| 1                                                | Karikeiyaku no Cinderella (仮契約のシンデレラ? «Cenerentola con un contratto temporaneo») | 5 maggio 2012         | 7                       |
| 2                                                | Go! Go! Here We Go! Rock Lee / Otona wa Wakatte Kurenai (Go! Go! Here We Go! ロック・リー / 大人はわかってくれない? «Go! Go! Here We Go! Rock Lee / Gli adulti non capirà [non possono capire]») | 29 agosto 2012        | 7                       |
| 3                                                | Ume (梅? «Albicocco») | 16 gennaio 2013       | 3                       |
| 4                                                | Te o Tsunagō / Kindan no Karma (手をつなごう / 禁断のカルマ?) | 5 giugno 2013         | 5                       |
| 5                                                | Mikakunin Chūgakusei X (未確認中学生X?) | 20 novembre 2013      | 4                       |
| 6                                                | Butterfly Effect (バタフライエフェクト?) | 4 giugno 2014         | 3                       |
| 7                                                | Haitateki! (ハイタテキ!?) | 5 novembre 2014       | 3                       |
| 8                                                | Natsudaze Johnny (夏だぜジョニー?) | 17 giugno 2015        | 2                       |
| 9                                                | Super Hero (スーパーヒーロー?) | 21 ottobre 2015       | 3                       |
| 10                                               | Massugu (まっすぐ?) | 21 settembre 2016     | 7                       |
| "—" indica che il singolo non si è classificato. | |                       |                         |

### Album
| №  | Titolo | Data di pubblicazione | Posizione in classifica |
| №  | Titolo | Data di pubblicazione | JP Oricon               |
| -- | --- | --------------------- | ----------------------- |
| —* | Ebichū no Zeppan Best: Owaranai Seishun (エビ中の絶盤ベスト～おわらない青春～? «Il meglio di fuori stampa di Ebichu ~Giovinezza infinita~») | 21 novembre 2012      | 19                      |
| 1  | Chūnin (中人?) | 24 luglio 2013        | 7                       |
| 2  | Kinpachi (金八?) | 28 gennaio 2015       | 2                       |
| 3  | Anarchy (穴空?, Anākī) | 20 aprile 2016        | 2                       |
| —* | «Chūsotsu»: Ebichū no Ike Ike Best (「中卒」〜エビ中のイケイケベスト〜?)                                                                    | 16 novembre 2016      | 11                      |
| —* | «Chūkara»: Ebichū no Waku Waku Best (「中辛」〜エビ中のワクワクベスト〜?)                                                                   | 16 novembre 2016      | 12                      |

* Album greatest hits

## Video musicali
| N° del singolo | Titolo | Video ufficiale su YouTube |
| Singoli indie  | Singoli indie                                                                                              | Singoli indie              |
| -------------- | --- | -------------------------- |
| 4              | The Tissue ~Tomaranai Seishun~ («Fazzoletto di carta ~Giovinezza inarrestabile~»)                          | guarda                     |
| 5              | Oh My Ghost? ~Watashi ga Akuryō ni Natte mo~ («Oh my ghost? ~Anche io sono diventata uno spirito maligno») | guarda                     |
| 6              | Motto Hashire!! («Correre più veloce!!!»)                                                                  | guarda                     |
| Singoli major  | |                            |
| 1              | Karikeiyaku no Cinderella («Cenerentola con un contratto temporaneo»)                                      |                            |
| 1              | Hōkago Getabako Rock 'n' Roll MX («Rock'n'roll del armario per scarpe dopo la scuola MX»)                  |                            |
| 2              | Go! Go! Here We Go! Rock Lee                                                                               |                            |
| 2              | Otona wa Wakatte Kurenai («Gli adulti non capirà [non possono capire]»)                                    |                            |